# Batalla de Yamen
La batalla naval de Yamen (también batalla naval del monte Ya) ocurrió el 19 de marzo de 1279 y se considera la última resistencia de la Dinastía Song ante la incipiente Dinastía Yuan, dinastía creada por los mongoles en 1271. Aunque superados en número de 10 a 1, la marina Yuan obtuvo una victoria aplastante táctica y estratégica, aniquilando a la flota Song. Fue una de las batallas navales más grandes de la historia. Hoy el sitio de la batalla está localizado en Yamen, en el condado de Xinhui, en la provincia de Guangdong, China.

## Antecedentes
En 1276, la corte de los Song del Sur huyó de la capital Lin'an del ejército invasor mongol a Fuzhou, abandonando al emperador Gong para que fuera capturado. Las esperanzas de resistencia se centraron en dos jóvenes príncipes, los hermanos del emperador Gong. El príncipe de más edad, Zhao Shi, quien tenía nueve años, fue declarado emperador.
En 1277, cuando Fuzhou cayó en manos de los mongoles, la dinastía exiliada escapó a Quanzhou, donde Zhang Shijie, el general de los Song, esperaba tomar prestados barcos para seguir la huida. Sin embargo, el comerciante musulmán Fu Shougeng se los negó, lo que incitó a Zhang a confiscar las propiedades de Fu y escapar en los barcos robados con la corte Song. Fu, furioso, mató al clan imperial y a varios funcionarios en Quanzhou y se rindió al ejército de los Yuan, reforzando el poder naval de los mongoles.
En ese momento era obvio que la dinastía Song no podía vencer a los Yuan en una batalla campal. Por ello Zhang Shijie decidió construir una flota enorme que permitió a la corte Song y a su ejército moverse con plena libertad hasta que la situación mejorara.
La corte Song fue en barco a Guangdong de Quanzhou. Sin embargo, el barco de Zhao Shi volcó en una tormenta mientras iba de camino a Leizhou. Aunque sobrevivió cayó enfermo debido a ello. La corte imperial más tarde buscó refugio en Mui Wo en la isla Lantau, donde el emperador Zhao Shi finalmente murió; este fue sucedido por su hermano más joven, Zhao Bing, que en ese momento sólo tenía siete años. Zhang Shijie llevó al nuevo emperador a Yamen y preparó la defensa contra el ejército Yuan allí.
En 1278, Wen Tianxing, quien luchó contra los Yuan en Guandong y Jiangxi, fue capturado por Wang Weiyi en la provincia de Haifeng, eliminando a toda las fuerzas chinas de los alrededores.

## La batalla
En 1279, Zhang Hongfan de los Yuan atacó la flota de los Song en Yamen. Li Heng, quien antes había capturado Guangzhou, reforzó la ciudad de Zhang Hongfan. Algunos dentro del ejército Song sugirieron que la marina primero tomara la boca de la bahía, para asegurar así la huida al oeste. Zhang Shijie rechazó esta sugerencia para impedir escapar de la batalla a sus soldados. Además ordenó pegar fuego a todos los palacios, casas y fortalezas de tierra firme por la misma razón.
Zhang Shijie dio órdenes a mil de sus barcos de guerra para que se encadenaran juntos, formando una murallas de madera dentro de la bahía, y colocó el barco del emperador Bing en el centro de la cadena. Esto fue hecho para impedir a las tripulaciones de sus barcos escaparse de la batalla. Las fuerzas de Yuan dirigieron brulotes contra la formación Song, pero los barcos de los Song estaban preparados para abortar el ataque: todos los barcos de Song habían sido embadurnados con fango incombustible. La marina de Yuan entonces bloqueó la bahía mientras su ejército cortaba el acceso al agua y talaba todos los árboles de los alrededores. Estas medidas forzaron a los soldados Song a comer alimentos en salazón y beber el agua de mar produciendo vómitos y diarrea a muchos de sus soldados. Zhang Hongfan el sobrino de Zhang Shijie que aún estaba secuestrado pidió a su tío que se rindiera en tres ocasiones, todas ellas en vano.
La tarde del 18 de marzo, Zhang Hongfan estaba listo para realizar un asalto masivo. El empleo de cañones fue rechazado porque Hongfan razonó que los cañones podían romper las cadenas de la formación con demasiada rapidez, provocando que los Song se retiraran. Al día siguiente, Zhang Hongfan dividió sus fuerzas navales en cuatro grupos. Puso a tres de esos grupo en los lados este, norte y sur de la flota de los Song. Mientras Hongfan condujo la sección restante a aproximadamente un li de distancia de las fuerzas Song.
Primero, el flanco norte atacó a la fuerza Song pero fueron rechazados. Luego las tropas Yuan comenzaron a tocar música festiva, haciendo pensar a los Song que estaban celebrando un banquete para que así bajaran la guardia. Al mediodía, Xhang Hongfan realizó un ataque directo al centro de la formación enemiga, ocultando sus tropas de refuerzo bajo telas. Una vez que sus barcos se acercaron lo suficiente a los barcos Song, los Yuan hicieron sonar unos cuernos de batalla, desvelándose con esa señal los soldados debajo de las telas.
Las tropas Song estaban preparadas para hacer frente a una pequeña escaramuza y no para un gran asalto. Grandes cantidades de flechas fueran disparadas a los barcos Song. Con la guardia baja, la flota Song perdió de golpe siete barcos, perdiendo también a sus respectivas tripulaciones. Los enfermos soldados Song no fueron rival para las huestes Yuan en el combate cuerpo a cuerpo, y el caos producido en el ataque hacía casi imposible comandar a las tropas Song. Debido a que estaban encadenados los barcos Song de los flancos no podían apoyar a las tropas que luchaban en el centro y a la vez no podía huir. Después de la muerte de los soldados Song se inició el masacramiento de la corte Song. Viendo que la batalla estab perdida, Zhang Shijie escogió a sus mejores soldados y cortó las cadenas de una docena de barcos para intentar así salvar al emperador.
Las fuerzas Yuan avanzaron rápido hacia la retaguardia del ejército Song y también hacia el emperado Bing, matando a todos en su camino. Entonces el primer ministro Lu Xiufu al no ver ninguna esperanza para escapar saltó al mar junto con el joven emperador, muriendo ambos ahogados. Muchos funcionarios y concubinas siguieron su ejemplo.

## Consecuencias
Los registros históricos de la dinastía Song dicen que siete días después de la batalla, cientos de miles de cadáveres flotaban en el mar. Al parecer, el cuerpo del emperador niño fue encontrado cerca de la actual Shekou en Shenzhen, aunque su tumba aún no se ha encontrado.
Zhang Shijie, habiendo huido de la batalla, esperaba que la viuda del emperador Yang nombrara al nuevo emperador, para que así Zhang pudiera continuar resistiendo al creciente poder de la dinastía Yuan. Pero después de escuchar de Bing la muerte del joven emperador, la emperatriz también se suicidó en el mar. Zhang Shijie la enterró en la orilla. Zhang Shijie y sus restantes soldados se supone que se ahogaron en el mar debido al hecho de que hubo una tormenta tropical poco después. Muchos sugieren que su muerte fue una propaganda por parte de Mongolia, puesto que la flota nunca fue encontrada.
Como el emperador Bing fue el último emperador Song, su muerte puso fin a la dinastía Song. La dinastía Yuan, personificada por Kublai Khan, había logrado colocar toda China bajo su control.
Muchos templos fueron construidos en los alrededores en la memoria de los soldados Song que perdieron sus vidas en esa batalla, incluyendo a Wen Tianxiang, Xiufu Lu y Zhang Shijie. En la década de 1980, un monumento más fue construido cerca de Shekou para conmemorar el emperador niño.